# بايرن ميونخ موسم 2001–02
كان موسم 2001–02 الموسم الـ103 في تاريخ نادي بايرن ميونخ والموسم الـ37 له تواليًا في الدرجة الأولى من الدوري الألماني. وكان رد فعل بايرن على الخسائر هو التعاقد مع مايكل بالاك وزي روبرتو من باير ليفركوزن، الذي وصل إلى نهائي دوري أبطال أوروبا، بالإضافة إلى سباستيان دايسلر من هرتا برلين، مع تحديد خط الوسط باعتباره المجال الرئيسي الذي يحتاج الفريق إلى التحسن فيه.